# Pandemia di COVID-19 a New York
Il primo caso della pandemia di COVID-19 a New York è stato confermato il 1º marzo 2020 in una donna che era tornata pochi giorni prima dall'Iran, un paese in quel momento gravemente colpito dalla pandemia di COVID-19. Quasi un mese dopo, l'area metropolitana newyorkese è risultata essere la parte più colpita degli Stati Uniti d'America, con una infrastruttura medica ai limiti del collasso.
Il 5 maggio 2023, l'Organizzazione mondiale della sanità dichiara ufficialmente la fine della pandemia.

## Cronologia

### Marzo
Il 1º marzo 2020, una donna di 39 anni impiegata nel settore sanitario e residente a Manhattan, una delle cinque divisioni amministrative (boroughs) della città di New York, è risultata essere il primo caso di COVID-19 dell'intero Stato di New York. La donna era tornata dall'Iran il 25 febbraio e all'epoca non aveva manifestato alcun sintomo, ciò nonostante si mantenne in isolamento a casa assieme marito.
Al 25 marzo, i casi confermati a New York erano oltre 17 800 e 199 i morti. L'area di New York City mostrava un tasso di infezione 5 volte superiore rispetto al resto del paese, risultando anche il distretto più colpito dello Stato di New York, verosimilmente a causa della sua densità di popolazione, inoltre, il 56% dei casi nazionali noti si trovava nello Stato di New York, con un terzo del totale dei casi noti negli Stati Uniti che si trovano a New York City.
Durante il mese di marzo, l'esercito statunitense ha inviato soldati dagli ospedali da campo del Corpo degli Ingegneri dell'Esercito di Fort Campbell, nel Kentucky, e Fort Hood, in Texas, a New York per convertire diversi edifici in ospedali, come ad esempio il Javits Center, un centro per conferenze da 180000 m², che è stato trasformato in un ospedale civile con 2 910 posti letto.
Il 27 marzo, il numero di casi a New York ha superato i 23 000, con 365 morti, tra cui un'infermiera a Manhattan e un membro del personale civile del dipartimento di polizia cittadino. Per quanto riguarda le diverse suddivisioni amministrative: il Bronx ebbe 80 morti (il 22% delle morti totali a New York); Brooklyn, 81 (il 22% delle morti totali); Manhattan, 55 (il 15% delle morti totali); il Queens, 123 (il 34% dei decessi totali) e Staten Island, 26 (il 7% delle morti totali). Dei morti, una grande maggioranza aveva problemi di salute pregressi.
ll 28 marzo è stato riferito che almeno 156 lavoratori della Metropolitan Transportation Authority, una società di pubblica utilità, responsabile del trasporto pubblico di tutto lo Stato, incluso il presidente Pat Foye, erano risultati positivi, mentre 1 181 si erano messi in quarantena.
Tra il 28 e il 29 marzo, il numero di morti a New York è triplicato rispetto alle 24 ore precedenti; 222 persone sono morte a causa del virus portando a 672 le vittime della città, con 30 765 casi confermati. Invece di mettere in quarantena la città, i Centri per la prevenzione e il controllo delle malattie (Centers for Disease Control and Prevention) hanno invitato i residenti a New York, nel New Jersey e nel Connecticut ad astenersi da viaggi non essenziali in altri stati per un periodo di 14 giorni. Il 29 marzo, la giornalista della CBS News María Mercader, residente a New York, è deceduta per una malattia correlata alla COVID-19.
Il 29 marzo il presidente Donald Trump ha insinuato l'esistenza di un mercato nero per le apparecchiature mediche a New York, lamentando che l'uso della mascherina, che era aumentato da 20 000 a 300 000 unità in una settimana, era "peggiore di un assembramento". "Dove vanno le maschere, escono dalla porta di servizio?" aveva chiesto Trump. Le mascherine chirurgiche o le mascherine FFP2 e FFP3, possono proteggere chi le indossa dal 95% delle particelle sospese nell'aria e sono essenziali per proteggere la salute di medici, infermieri e altri operatori sanitari. Alla domanda di Jake Tapper, della CNN, a riguardo del discorso sullo "Stato dell'Unione" e in particolare se pensasse che i messaggi di Trump potessero avere qualcosa a che fare con la velocità con cui il virus si era diffuso in città, il sindaco Bill de Blasio ha detto "nessuno di noi ha il tempo di guardare indietro" e che dovremmo concentrarci sulla prossima settimana.
Il 30 marzo è stato annunciato l'arrivo della nave ospedale USNS Comfort nel porto di New York, e fu anche annunciato che degli ospedali da campo sarebbero stati installati a Central Park, a Manhattan, e al Billie Jean King National Tennis Center nel Queens. Inoltre, in ospedali come il Lenox Hill Hospital, nell'Upper East Side di Manhattan, furono allestiti obitori all'interno di camion refrigerati parcheggiati nelle strade cittadine per far fronte al numero di cadaveri dovuti alla pandemia.
Il 31 marzo, è stato rivelato che Chris Cuomo, fratello del governatore dello Stato di New York, Andrew Cuomo, che lavora come giornalista alla CNN e che risiede a New York, è stato trovato positivo alla COVID-19, inoltre, sempre lo stesso giorno è stata registrata la prima morte di un bambino a causa della malattia.

### Aprile
Il 4 aprile, Cuomo ha annunciato che il governo cinese aveva organizzato una donazione di 1 000 ventilatori polmonari da inviare a New York attraverso le fondazioni gestite da Jack Ma e Joseph Tsai, e che anche lo Stato dell'Oregon stava inviando 140 ventilatori. Trump ha poi annunciato lo schieramento di altri mille medici dell'esercito a New York, mentre le "Urban Area Medical Task Forces", composte da riservisti dall'esercito avrebbero lavorato alla conversione di stadi e centri congressi in ospedali da campo temporanei sia a New York che in altre parti degli Stati Uniti. Al 4 aprile, il personale medico-militare in servizio presso l'USNS Comfort contava 1 200 persone, inoltre in città era stati dispiegati altri 2 700 appartenenti alla Guardia Nazionale dello Stato di New York.
Il 5 aprile, è stato riferito che una tigre allo zoo del Bronx aveva contratto la COVID-19, il che faceva di essa il primo caso noto di una tigre infettata dalla malattia, probabilmente contagiata da un guardiano infetto che non mostrava ancora sintomi. Prima di essa, si era scoperto che altri grandi felini avevano contratto la COVID-19 al di fuori degli USA, il primo dei quali aveva iniziato a manifestare sintomi il 27 marzo.
All'8 aprile, almeno l'80% dei pazienti newyorkesi che avevano dovuto indossare i ventilatori polmonari era deceduto. Alcune delle comunità più colpite dalla pandemia includono quartieri densamente popolati nel Queens centro-settentrionale con alte popolazioni immigrate, tra cui Corona, East Elmhurst, Elmhurst e Jackson Heights.
Secondo quanto dichiarato da membri del governo il 23 aprile, quando i casi confermati erano circa 147 000, sulla base dei risultati dei test svolti per verificare la presenza degli anticorpi alla malattia nel sangue dei cittadini, si poteva affermare che, a quella data, il 21,2% dei newyorkesi, ossia circa 1,6 milioni di persone, aveva contratto il virus.

## Risposta del governo

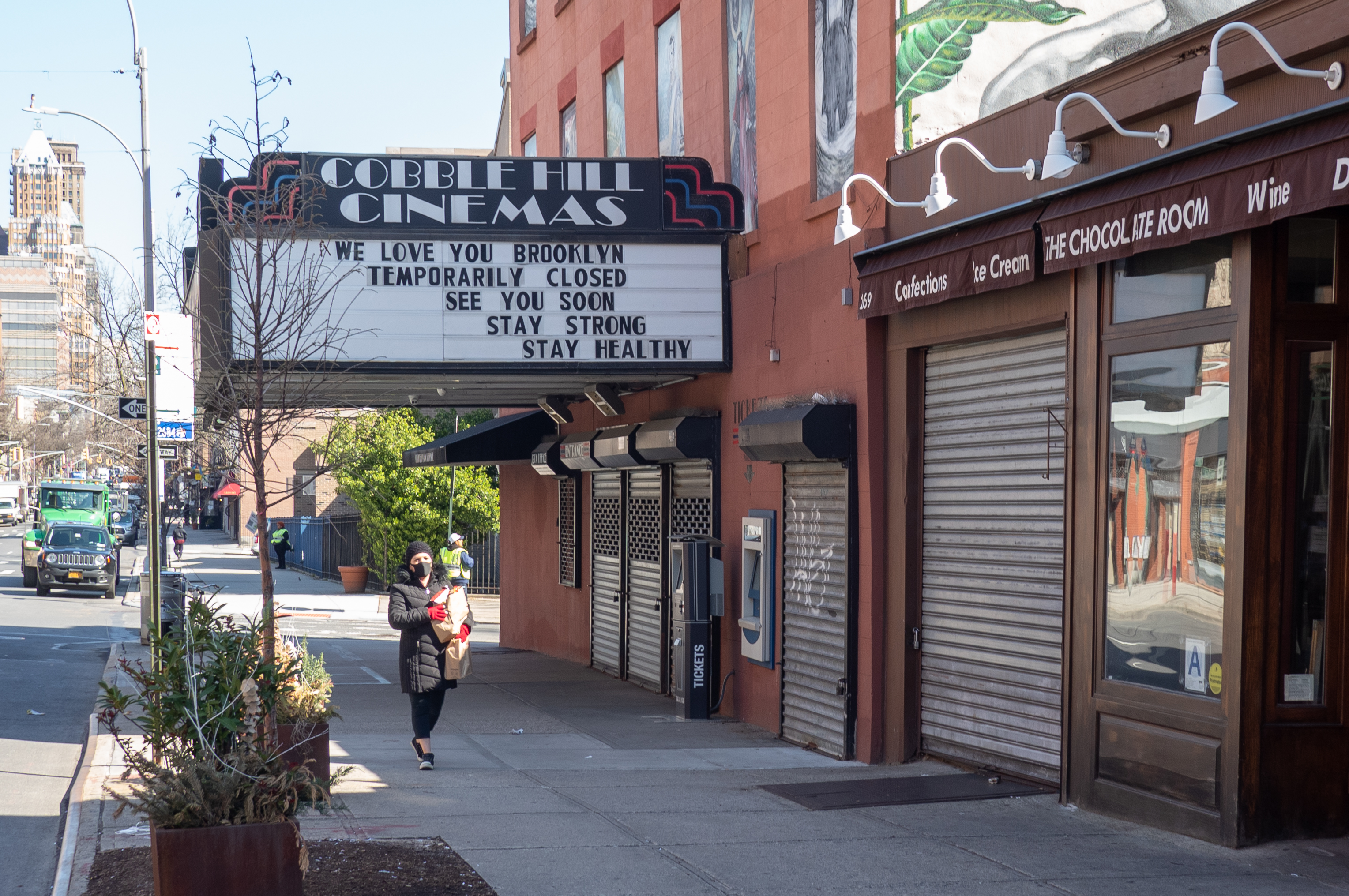
Una donna con indosso una mascherina a passeggio per Brooklyn.

Il 2 marzo, il sindaco de Blasio ha scritto un messaggio su Twitter dove diceva che la gente avrebbe dovuto ignorare il virus e "andare avanti con la propria vita + uscire in città nonostante il Coronavirus".
Il 7 marzo, il governatore Andrew Cuomo ha dichiarato lo stato di emergenza nello Stato di New York dopo che nello Stato erano stati confermati 89 casi, 70 dei quali nella contea di Westchester, 12 a New York e 7 altrove. Il 9 marzo, il sindaco de Blasio ha annunciato l'esistenza di 16 casi confermati di COVID-19 nella città di New York.
Il 17 marzo, quando il numero di casi confermati era salito a 814 in tutta la città, il sindaco de Blasio ha annunciato che, entro le prossime 48 ore, la città avrebbe preso in considerazione un ordine di coprifuoco. Al tempo, nei distretti di New York, c'erano 277 casi confermati a Manhattan, 248 nel Queens, 157 a Brooklyn, 96 nel Bronx e 36 a Staten Island. Le vittime, invece, erano sette.
Il 20 marzo, quando i casi confermati in città avevano superato le 5 500 unità, l'ufficio del governatore emanò un decreto, con effetto dalle 20:00 del 22 marzo e valido fino al 6 aprile, che mise in atto le seguenti restrizioni:
1. Chiunque abbia un sistema immunitario compromesso o abbia più di 70 anni deve uscire di casa indossando una mascherina chirurgica;
2. Le persone in salute devono limitare le proprie attività fuori casa all'acquisto di medicine o scorte alimentari;
3. Passeggiate e attività sportive all'aperto sono permesse solo nel caso in cui sia possibile rispettare una distanza di almeno sei piedi (circa 1,80 m) tra una persona e l'altra;
4. Ogni assembramento non indispensabile, di qualunque entità, deve essere evitato;
5. L'utilizzo dei servizi di trasporto pubblico, laddove non strettamente necessario, deve essere evitato;
6. I lavoratori di attività non indispensabili devono rimanere nelle loro abitazioni.

Le attività identificate come indispensabili erano:
- aziende di servizio pubblico;
- banche
- farmacie
- lavanderie
- stazioni di servizio
- negozi di alimentari, ristoranti e convenience store
- negozi di liquori
- ferramenta
- autofficine
- servizi di consegne
- liberi professionisti quali, ad esempio, gli idraulici
- aziende del servizio sanitario
- magazzini
- aziende manifatturiere
- aziende edili
- fornitori di servizi per gli animali

Il 6 aprile la validità del decreto fu estesa fino al 29 aprile e le multe per i trasgressori furono portate da 500 a 1 000 dollari.

### Salute pubblica

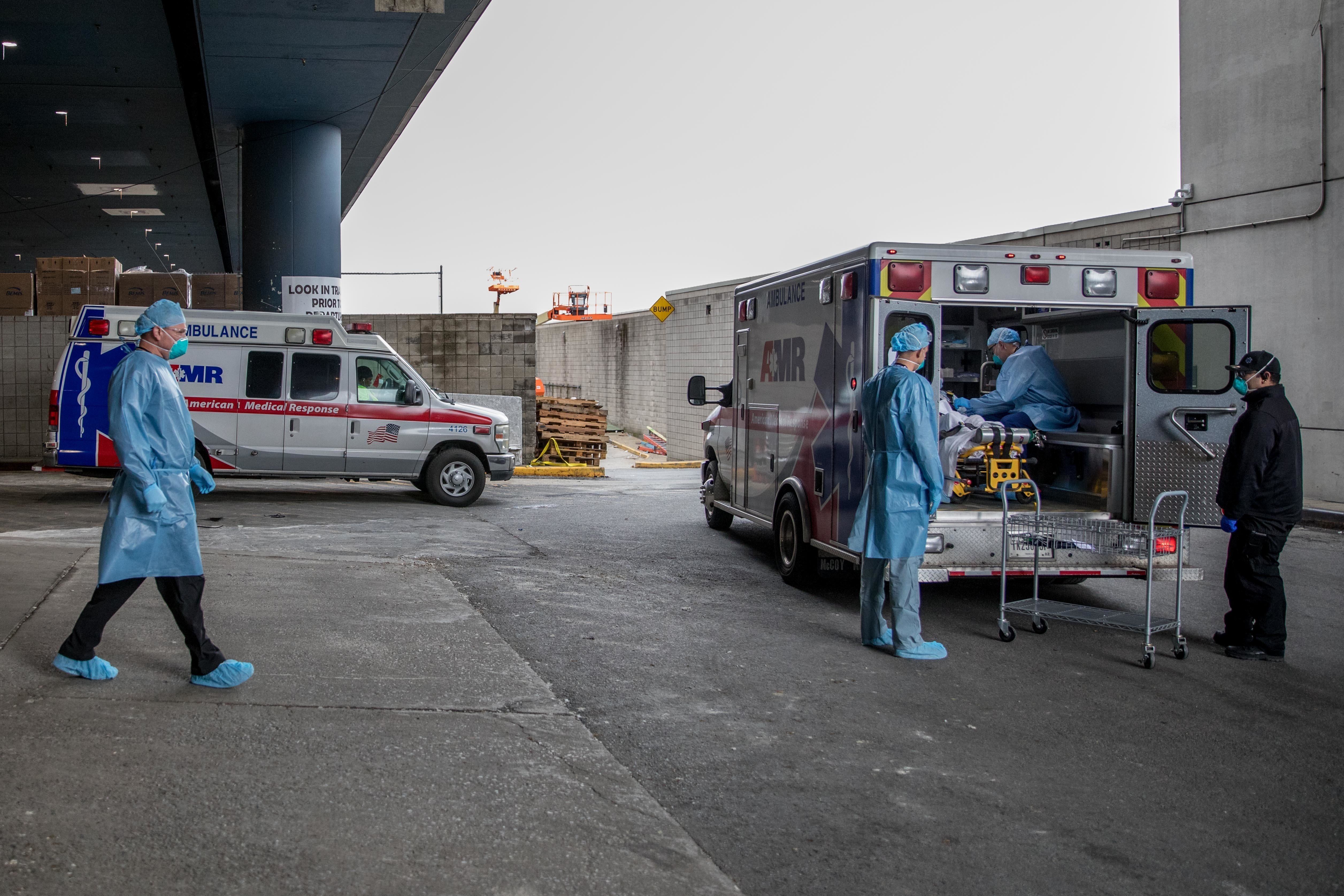
L'arrivo al pronto soccorso di un paziente.

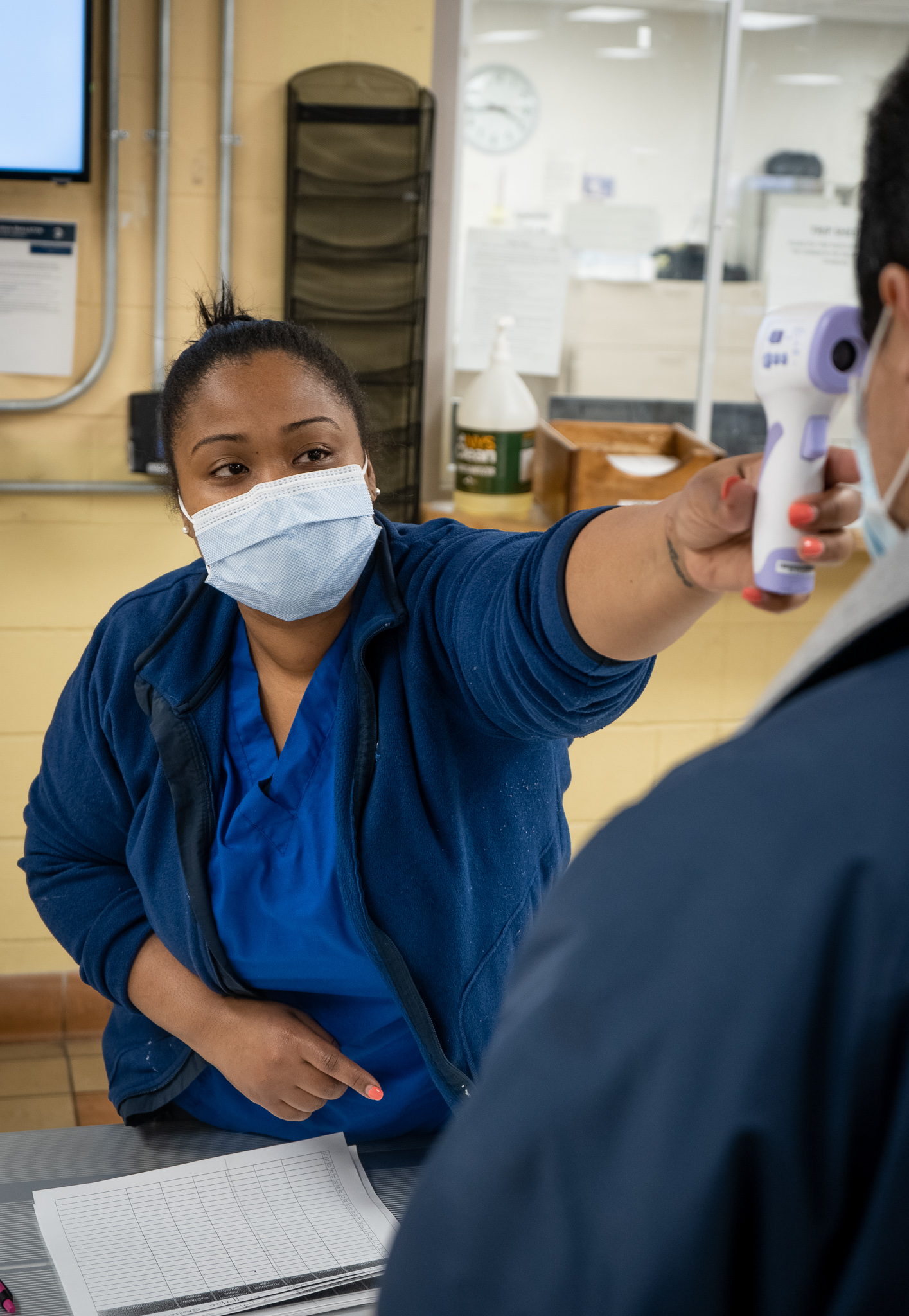
Screening della temperatura

ll 26 gennaio 2020, oltre un mese prima che fossero rilevati i primi casi di COVID-19 nell'area di New York, il commissario alla Salute di New York, Oxiris Barbot, ha dichiarato in una conferenza stampa:"Stiamo incoraggiando i newyorkesi a dedicarsi alla vita di tutti i giorni, suggerendo di prendere le normali precauzioni quotidiane che si adottano durante la stagione influenzale". ll 2 febbraio, Barbot ha dichiarato:"Non c'è motivo di non prendere la metropolitana, di non prendere l'autobus, di non uscire per andare al proprio ristorante preferito". Ancora, il 3 marzo ha dichiarato:"Stiamo incoraggiando i newyorkesi ad andare avanti con la loro vita di tutti i giorni", per poi aggiungere l'indomani:"Non c'è alcuna indicazione che lasci pensare che stare in macchina o in metropolitana con qualcuno che è potenzialmente malato sia un fattore di rischio". Il 20 marzo Barbot ha avvertito che le mascherine avrebbero dovuto essere utilizzate solo da persone che mostravano sintomi, dicendo: "La mascherina va indossata quando qualcuno è sintomatico, quando tossisce, starnutisce, ed è per garantire che quell'individuo non contamini altre persone. Offre alle persone asintomatiche un falso senso di sicurezza secondo cui, se indossano questa maschera, non devono lavarsi le mani e non devono coprire la bocca e il naso quando tossiscono o starnutiscono". In seguito, i consiglieri di New York Robert Holden, democratico, ed Eric Ulrich, repubblicano, scrissero al sindaco de Blasio chiedendogli di sollevare Barbot dalla sua posizione "prima che sia troppo tardi", dicendo che la sua gestione dell'epidemia era stata disastrosa.
In risposta al crescente numero di casi di COVID-19 alla fine di marzo 2020, sono stati costruiti o proposti diversi ospedali da campo, tra cui il Javits Center (2 910 posti letto, di cui 1 000 non destinati a malati di COVID-19), a Manhattan, l'USTA Billie Jean King National Tennis Center (350 posti letto), nel Queens, e a Central Park (un'unità di terapia respiratoria da 68 letti), a Manhattan. Altri ospedali da campo sono stati proposti anche al New York Expo Center nel Bronx, all'Aqueduct Racetrack nel Queens, al Brooklyn Cruise Terminal e al College of Staten Island. A questi si aggiunge la nave ospedale della marina militare USNS Comfort, attraccata Molo 90 sul fiume Hudson, sul lato ovest di Manhattan con 750 posti letto non destinati ai malati di COVID-19.

Inoltre, il 4 aprile è stato annunciato che la Cattedrale di San Giovanni il Divino a Morningside Heights, un quartiere di Manhattan, sarebbe stata adibita ad ospedale da campo in grado di prendersi cura di almeno 200 pazienti, con personale proveniente dall'ospedale Monte Sinai Morningside. Tuttavia, due giorni dopo il progetto è stato sospeso.
Su richiesta del sindaco, le cliniche veterinarie hanno inviato i loro ventilatori polmonari agli ospedali per essere destinati ai malati di COVID-19.
Il 5 aprile un funzionario del Dipartimento della Sanità ha confermato che i pazienti gravemente malati erano sottoposti ad un trattamento a base di idrossiclorochina e che erano monitorati dalla School of Public Health dell'Università di Albany.
Il 6 aprile, il New York Times ha riferito che il tasso di mortalità generale della città era triplicato e che i posti obitori non erano più sufficienti. Nel caso in cui fosse stata superata la capacità dei cimiteri, il consigliere comunale di New York Mark D. Levine ha scritto su Twitter che si sarebbe dovuto ricorrere ad un'inumazione temporanea, probabilmente utilizzando un parco di New York per le sepolture. L'addetto stampa del sindaco ha detto che un ulteriore ripiego potrebbe essere quello di conservare o seppellire i corpi sull'isola Hart, al largo della costa del Bronx, nel Long Island Sound. In seguito alle notizie secondo cui sull'isola erano iniziate le sepolture di massa erano, il sindaco ha chiarito che l'isola Hart viene usata solo per seppellire i corpi non reclamati o per coloro che l'avevano scelta come luogo di sepoltura.
A causa dell'enorme richiesta alla pandemia negli ospedali di New York, il 7 aprile, per la prima volta nella storia, è stato ordinato al personale di emergenza di non trasportare in ospedale casi di persone adulte con arresto cardiaco, se il personale non era stato in grado di riavviare il cuore del paziente sul posto. Il 21 aprile, poi, tale ordine è stato convertito in un "non rianimare" ("do not resuscitate"), chiedendo quindi al personale di emergenza di non provare nemmeno a rianimare i pazienti incoscienti. Un articolo del 7 aprile riportava che il conteggio ufficiale dei decessi per COVID-19 a New York era probabilmente molto inferiore alla realtà, perché i residenti che muoiono in casa non erano sottoposti al test per COVID-19 da parte del Medical Examiners Office e solo le persone la cui infezione è stata confermata da un test positivo sono incluse nel conteggio ufficiale del dipartimento sanitario della città. Tra il 20 marzo e il 5 aprile, i servizi medici di emergenza sono intervenuti su 2 192 decessi in casa (circa 130 al giorno), con un aumento di quasi il 400% rispetto allo stesso periodo dell'anno precedente. A partire dal 30 marzo, quel numero è aumentato costantemente, con 241 newyorkesi morti in casa il 5 aprile - più del numero di decessi confermati COVID-19 in tutta la città quel giorno. Tra il 20 marzo e l'8 aprile, sono morte circa 2 400 persone non sottoposte a test in più rispetto allo stesso periodo dell'anno precedente. Mark D. Levine, consigliere comunale di New York City, che presiede il comitato sanitario della città, ha dichiarato: "Non c'è dubbio che stiamo sottostimando". Il dott. Irwin Redlener, direttore del National Center for Disaster Preparedness della Università Columbia, ha dichiarato: "Questo è non va bene".

### Trasporti pubblici

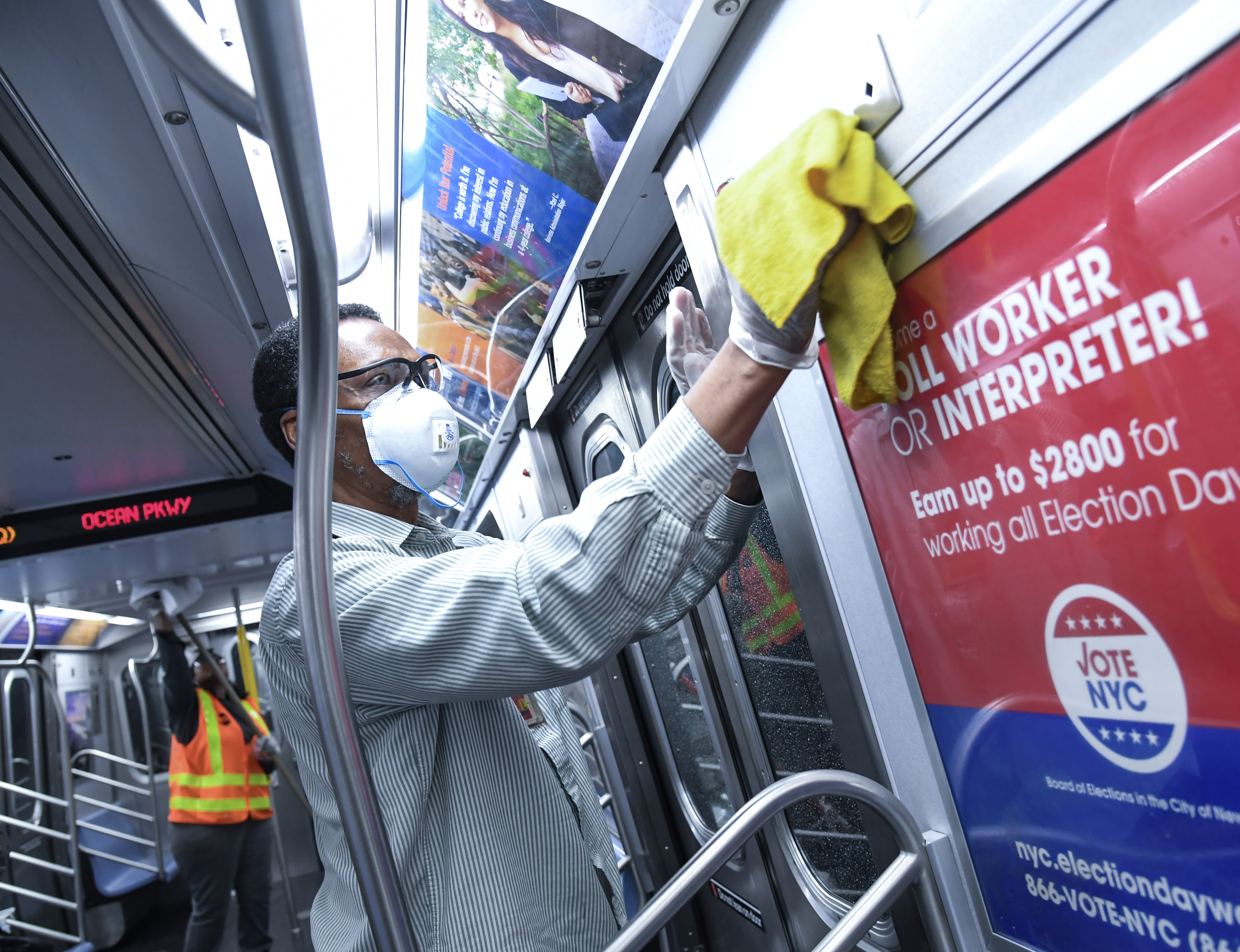
Disinfezione di alcuni vagoni della metropolitana di New York.

A fronte dell'attuale pandemia, la città di New York City emesso nuove linee guida per i pendolari, chiedendo alle persone sintomatiche di evitare il trasporto pubblico, e incoraggiando i cittadini ad evitare autobus, metropolitane e treni densamente affollati. A partire dal 25 marzo, a causa della riduzione del numero di passeggeri, e anche a causa di una situazione critica delle infrastrutture esistenti già evidenziatasi negli anni passati, il servizio di autobus, metropolitane e treni pendolari è stato fortemente ridotto.
Il 20 aprile quattro membri del consiglio cittadino hanno chiesto di sospendete temporaneamente il servizio della metropolitana di New York a causa dell'epidemia di COVID-19. A quella data, infatti, già 68 lavoratori della MTA erano morti per cause collegate alla malattia. I consiglieri affermarono che il sopraccitato taglio dei servizi di trasporto pubblico aveva fatto sì che i vagoni della metropolitana fossero ancora più affollati; inoltre, interi vagoni erano stati adibiti a riparo per la notte da gruppi di senzatetto. Tale affermazioni era basata su uno studio pubblicato il 15 aprile da Jeffrey E. Harris, un economista e medico, membro della facoltà di economia del MIT, in cui si affermava che il taglio dei trasporti aveva fatto bene alle casse dell'MTA ma era risultato devastante per la diffusione del COVID-19. Tuttavia, l'ufficio del governatore respinse la richiesta, e Sarah Feinberg, presidente ad interim dell'ente trasporti newyorkese ha affermato che una chiusura della metropolitana non è sul tavolo delle opzioni, dichiarando tuttavia che la MTA ha invitato il governo cittadino a trovare soluzioni più efficace al problema dei senzatetto che, sempre in maggior numero, passano la notte nei vagoni mettendo a repentaglio la loro salute e quella dei lavoratori che tutti i giorni fanno affidamento sul trasporto pubblico.

### Educazione
L'8 marzo sono state cancellate tutte le gite scolastiche per i residenti in città. Il 13 marzo, de Blasio dichiarò che avrebbe tenuto aperte le scuole, citando la necessità di mantenere attivi la somministrazione di pasti e l'assistenza a bambini altrimenti indigenti; Los Angeles e Chicago avevano chiuso le loro scuole alla fine della settimana precedente. Il 14 marzo, tutte le filiali della Biblioteca pubblica di New York nel Bronx, Manhattan e Staten Island sono state temporaneamente chiuse per due settimane, e il giorno successivo le filiali della Biblioteca pubblica del Queens e di Brooklyn hanno fatto lo stesso. Sempre il 15 marzo, inoltre, tutte le scuole del sistema del Dipartimento dell'Istruzione di New York hanno chiuso, rimandando l'apertura almeno fino a metà aprile.
Il 1º aprile, il governatore Cuomo ha ordinato la chiusura di tutti i campi da gioco in città al fine di promuovere il distanziamento sociale, pur tuttavia lasciando aperti i parchi.

### Criminalità
All'inizio di marzo, prima della conferma del primo caso di COVID-19, e dell'inizio della pandemia di COVID-19 a New York, è stato segnalato un picco del 20% di criminalità per i primi due mesi del 2020.. Dopo che i movimenti in città sono stati limitati, il commissario del dipartimento della polizia cittadino, Dermot Shea, ha dichiarato che la crisi sanitaria aveva ridotto i crimini. Tuttavia, alla fine del mese, le richieste di intervento al 911 avevano raggiunto un livello record, e al 31 marzo 5 657 agenti di polizia, ossia circa il 15% del totale, erano risultati positivi alla COVID-19.

## Andamento dei contagi
| Data                                                                               | Data       |  | Numero di casi | Numero di morti |
| ---------------------------------------------------------------------------------- | ---------- |  | -------------- | --------------- |
| 29-02-2020                                                                         | 29-02-2020 |  | 1              | 0               |
| 01-03-2020                                                                         | 01-03-2020 |  | 1(0%)          | 0               |
| 02-03-2020                                                                         | 02-03-2020 |  | 1(0%)          | 0               |
| 03-03-2020                                                                         | 03-03-2020 |  | 2(+100%)       | 1               |
| 04-03-2020                                                                         | 04-03-2020 |  | 7(+250%)       | 3(+200%)        |
| 05-03-2020                                                                         | 05-03-2020 |  | 10(+42.9%)     | 11(+266.7%)     |
| 06-03-2020                                                                         | 06-03-2020 |  | 18(+80%)       | 16(+45.5%)      |
| 07-03-2020                                                                         | 07-03-2020 |  | 25(+38.9%)     | 22(+37.5%)      |
| 08-03-2020                                                                         | 08-03-2020 |  | 46(+84%)       | 37(+68.2%)      |
| 09-03-2020                                                                         | 09-03-2020 |  | 103(+123.9%)   | 67(+81.1%)      |
| 10-03-2020                                                                         | 10-03-2020 |  | 172(+67%)      | 115(+71.6%)     |
| 11-03-2020                                                                         | 11-03-2020 |  | 327(+90.1%)    | 188(+63.5%)     |
| 12-03-2020                                                                         | 12-03-2020 |  | 682(+108.6%)   | 267(+42%)       |
| 13-03-2020                                                                         | 13-03-2020 |  | 1,301(+90.8%)  | 411(+53.9%)     |
| 14-03-2020                                                                         | 14-03-2020 |  | 1,943(+49.3%)  | 566(+37.7%)     |
| 15-03-2020                                                                         | 15-03-2020 |  | 2,978(+53.3%)  | 762(+34.6%)     |
| 16-03-2020                                                                         | 16-03-2020 |  | 5,099(+71.2%)  | 1,092(+43.3%)   |
| 17-03-2020                                                                         | 17-03-2020 |  | 7,551(+48.1%)  | 1,451(+32.9%)   |
| 18-03-2020                                                                         | 18-03-2020 |  | 10,522(+39.3%) | 1,942(+33.8%)   |
| 19-03-2020                                                                         | 19-03-2020 |  | 14,229(+35.2%) | 2,512(+29.4%)   |
| 20-03-2020                                                                         | 20-03-2020 |  | 18,236(+28.2%) | 3,214(+27.9%)   |
| 21-03-2020                                                                         | 21-03-2020 |  | 20,873(+14.5%) | 3,950(+22.9%)   |
| 22-03-2020                                                                         | 22-03-2020 |  | 23,452(+12.4%) | 4,713(+19.3%)   |
| 23-03-2020                                                                         | 23-03-2020 |  | 27,022(+15.2%) | 5,824(+23.6%)   |
| 24-03-2020                                                                         | 24-03-2020 |  | 31,523(+16.7%) | 7,068(+21.4%)   |
| 25-03-2020                                                                         | 25-03-2020 |  | 36,397(+15.5%) | 8,464(+19.8%)   |
| 26-03-2020                                                                         | 26-03-2020 |  | 41,444(+13.9%) | 10,007(+18.2%)  |
| 27-03-2020                                                                         | 27-03-2020 |  | 46,560(+12.3%) | 11,509(+15%)    |
| 28-03-2020                                                                         | 28-03-2020 |  | 50,039(+7.5%)  | 12,948(+12.5%)  |
| 29-03-2020                                                                         | 29-03-2020 |  | 53,602(+7.1%)  | 14,421(+11.4%)  |
| 30-03-2020                                                                         | 30-03-2020 |  | 59,732(+11.4%) | 16,256(+12.7%)  |
| 31-03-2020                                                                         | 31-03-2020 |  | 65,191(+9.1%)  | 18,060(+11.1%)  |
| 01-04-2020                                                                         | 01-04-2020 |  | 70,640(+8.4%)  | 19,817(+9.7%)   |
| 02-04-2020                                                                         | 02-04-2020 |  | 76,388(+8.1%)  | 21,550(+8.7%)   |
| 03-04-2020                                                                         | 03-04-2020 |  | 82,058(+7.4%)  | 23,238(+7.8%)   |
| 04-04-2020                                                                         | 04-04-2020 |  | 85,923(+4.7%)  | 24,668(+6.2%)   |
| 05-04-2020                                                                         | 05-04-2020 |  | 89,704(+4.4%)  | 26,062(+5.7%)   |
| 06-04-2020                                                                         | 06-04-2020 |  | 96,057(+7.1%)  | 27,867(+6.9%)   |
| 07-04-2020                                                                         | 07-04-2020 |  | 102,100(+6.3%) | 29,553(+6.1%)   |
| 08-04-2020                                                                         | 08-04-2020 |  | 107,680(+5.5%) | 31,171(+5.5%)   |
| 09-04-2020                                                                         | 09-04-2020 |  | 112,750(+4.7%) | 32,653(+4.8%)   |
| 10-04-2020                                                                         | 10-04-2020 |  | 117,261(+4%)   | 34,048(+4.3%)   |
| 11-04-2020                                                                         | 11-04-2020 |  | 120,993(+3.2%) | 35,209(+3.4%)   |
| 12-04-2020                                                                         | 12-04-2020 |  | 123,881(+2.4%) | 36,243(+2.9%)   |
| 13-04-2020                                                                         | 13-04-2020 |  | 127,193(+2.7%) | 37,506(+3.5%)   |
| 14-04-2020                                                                         | 14-04-2020 |  | 131,337(+3.3%) | 38,634(+3%)     |
| 15-04-2020                                                                         | 15-04-2020 |  | 135,215(+3%)   | 39,637(+2.6%)   |
| 16-04-2020                                                                         | 16-04-2020 |  | 138,745(+2.6%) | 40,539(+2.3%)   |
| 17-04-2020                                                                         | 17-04-2020 |  | 142,330(+2.6%) | 41,437(+2.2%)   |
| 18-04-2020                                                                         | 18-04-2020 |  | 144,502(+1.5%) | 42,103(+1.6%)   |
| 19-04-2020                                                                         | 19-04-2020 |  | 146,848(+1.6%) | 42,690(+1.4%)   |
| 20-04-2020                                                                         | 20-04-2020 |  | 150,640(+2.6%) | 43,399(+1.7%)   |
| 21-04-2020                                                                         | 21-04-2020 |  | 153,703(+2%)   | 44,053(+1.5%)   |
| 22-04-2020                                                                         | 22-04-2020 |  | 157,151(+2.2%) | 44,630(+1.3%)   |
| 23-04-2020                                                                         | 23-04-2020 |  | 159,992(+1.8%) | 45,134(+1.1%)   |
| 24-04-2020                                                                         | 24-04-2020 |  | 162,527(+1.6%) | 45,651(+1.1%)   |
| 25-04-2020                                                                         | 25-04-2020 |  | 164,122(+1%)   | 46,017(+0.8%)   |
| 26-04-2020                                                                         | 26-04-2020 |  | 165,125(+0.6%) | 46,356(+0.7%)   |
| 27-04-2020                                                                         | 27-04-2020 |  | 167,413(+1.4%) | 46,750(+0.8%)   |
| 28-04-2020                                                                         | 28-04-2020 |  | 170,141(+1.6%) | 47,145(+0.8%)   |
| 29-04-2020                                                                         | 29-04-2020 |  | 172,482(+1.4%) | 47,472(+0.7%)   |
| 30-04-2020                                                                         | 30-04-2020 |  | 174,504(+1.2%) | 47,755(+0.6%)   |
| 01-05-2020                                                                         | 01-05-2020 |  | 176,391(+1.1%) | 48,047(+0.6%)   |
| 02-05-2020                                                                         | 02-05-2020 |  | 177,449(+0.6%) | 48,272(+0.5%)   |
| 03-05-2020                                                                         | 03-05-2020 |  | 178,235(+0.4%) | 48,488(+0.4%)   |
| 04-05-2020                                                                         | 04-05-2020 |  | 179,787(+0.9%) | 48,741(+0.5%)   |
| 05-05-2020                                                                         | 05-05-2020 |  | 181,299(+0.8%) | 48,970(+0.5%)   |
| 06-05-2020                                                                         | 06-05-2020 |  | 182,697(+0.8%) | 49,199(+0.5%)   |
| 07-05-2020                                                                         | 07-05-2020 |  | 183,934(+0.7%) | 49,397(+0.4%)   |
| 08-05-2020                                                                         | 08-05-2020 |  | 185,016(+0.6%) | 49,605(+0.4%)   |
| 09-05-2020                                                                         | 09-05-2020 |  | 185,674(+0.4%) | 49,751(+0.3%)   |
| 10-05-2020                                                                         | 10-05-2020 |  | 186,131(+0.2%) | 49,859(+0.2%)   |
| 11-05-2020                                                                         | 11-05-2020 |  | 187,362(+0.7%) | 50,051(+0.4%)   |
| 12-05-2020                                                                         | 12-05-2020 |  | 188,647(+0.7%) | 50,187(+0.3%)   |
| 13-05-2020                                                                         | 13-05-2020 |  | 189,982(+0.7%) | 50,338(+0.3%)   |
| 14-05-2020                                                                         | 14-05-2020 |  | 191,095(+0.6%) | 50,484(+0.3%)   |
| 15-05-2020                                                                         | 15-05-2020 |  | 191,970(+0.5%) | 50,624(+0.3%)   |
| 16-05-2020                                                                         | 16-05-2020 |  | 192,457(+0.3%) | 50,715(+0.2%)   |
| 17-05-2020                                                                         | 17-05-2020 |  | 192,816(+0.2%) | 50,798(+0.2%)   |
| 18-05-2020                                                                         | 18-05-2020 |  | 193,712(+0.5%) | 50,910(+0.2%)   |
| 19-05-2020                                                                         | 19-05-2020 |  | 194,716(+0.5%) | 51,037(+0.2%)   |
| 20-05-2020                                                                         | 20-05-2020 |  | 195,793(+0.6%) | 51,125(+0.2%)   |
| 21-05-2020                                                                         | 21-05-2020 |  | 196,862(+0.5%) | 51,220(+0.2%)   |
| 22-05-2020                                                                         | 22-05-2020 |  | 197,901(+0.5%) | 51,335(+0.2%)   |
| 23-05-2020                                                                         | 23-05-2020 |  | 198,357(+0.2%) | 51,408(+0.1%)   |
| 24-05-2020                                                                         | 24-05-2020 |  | 198,825(+0.2%) | 51,490(+0.2%)   |
| 25-05-2020                                                                         | 25-05-2020 |  | 199,292(+0.2%) | 51,576(+0.2%)   |
| 26-05-2020                                                                         | 26-05-2020 |  | 200,346(+0.5%) | 51,651(+0.1%)   |
| 27-05-2020                                                                         | 27-05-2020 |  | 201,090(+0.4%) | 51,735(+0.2%)   |
| 28-05-2020                                                                         | 28-05-2020 |  | 201,736(+0.3%) | 51,814(+0.2%)   |
| 29-05-2020                                                                         | 29-05-2020 |  | 202,384(+0.3%) | 51,906(+0.2%)   |
| 30-05-2020                                                                         | 30-05-2020 |  | 202,733(+0.2%) | 51,963(+0.1%)   |
| 31-05-2020                                                                         | 31-05-2020 |  | 202,963(+0.1%) | 52,025(+0.1%)   |
| 01-06-2020                                                                         | 01-06-2020 |  | 203,650(+0.3%) | 52,104(+0.2%)   |
| 02-06-2020                                                                         | 02-06-2020 |  | 204,224(+0.3%) | 52,174(+0.1%)   |
| 03-06-2020                                                                         | 03-06-2020 |  | 204,740(+0.3%) | 52,255(+0.2%)   |
| 04-06-2020                                                                         | 04-06-2020 |  | 205,264(+0.3%) | 52,329(+0.1%)   |
| 05-06-2020                                                                         | 05-06-2020 |  | 205,668(+0.2%) | 52,387(+0.1%)   |
| 06-06-2020                                                                         | 06-06-2020 |  | 205,915(+0.1%) | 52,428(+0.1%)   |
| 07-06-2020                                                                         | 07-06-2020 |  | 206,113(+0.1%) | 52,482(+0.1%)   |
| 08-06-2020                                                                         | 08-06-2020 |  | 206,564(+0.2%) | 52,544(+0.1%)   |
| 09-06-2020                                                                         | 09-06-2020 |  | 206,985(+0.2%) | 52,605(+0.1%)   |
| 10-06-2020                                                                         | 10-06-2020 |  | 207,350(+0.2%) | 52,665(+0.1%)   |
| 11-06-2020                                                                         | 11-06-2020 |  | 207,716(+0.2%) | 52,721(+0.1%)   |
| 12-06-2020                                                                         | 12-06-2020 |  | 208,126(+0.2%) | 52,780(+0.1%)   |
| 13-06-2020                                                                         | 13-06-2020 |  | 208,323(+0.1%) | 52,818(+0.1%)   |
| 14-06-2020                                                                         | 14-06-2020 |  | 208,504(+0.1%) | 52,861(+0.1%)   |
| 15-06-2020                                                                         | 15-06-2020 |  | 208,887(+0.2%) | 52,917(+0.1%)   |
| 16-06-2020                                                                         | 16-06-2020 |  | 209,307(+0.2%) | 52,979(+0.1%)   |
| 17-06-2020                                                                         | 17-06-2020 |  | 209,664(+0.2%) | 53,029(+0.1%)   |
| 18-06-2020                                                                         | 18-06-2020 |  | 210,042(+0.2%) | 53,083(+0.1%)   |
| 19-06-2020                                                                         | 19-06-2020 |  | 210,405(+0.2%) | 53,136(+0.1%)   |
| 20-06-2020                                                                         | 20-06-2020 |  | 210,609(+0.1%) | 53,166(+0.1%)   |
| 21-06-2020                                                                         | 21-06-2020 |  | 210,781(+0.1%) | 53,208(+0.1%)   |
| 22-06-2020                                                                         | 22-06-2020 |  | 211,179(+0.2%) | 53,262(+0.1%)   |
| 23-06-2020                                                                         | 23-06-2020 |  | 211,562(+0.2%) | 53,308(+0.1%)   |
| 24-06-2020                                                                         | 24-06-2020 |  | 211,943(+0.2%) | 53,357(+0.1%)   |
| 25-06-2020                                                                         | 25-06-2020 |  | 212,242(+0.1%) | 53,402(+0.1%)   |
| 26-06-2020                                                                         | 26-06-2020 |  | 212,556(+0.1%) | 53,443(+0.1%)   |
| 27-06-2020                                                                         | 27-06-2020 |  | 212,763(+0.1%) | 53,483(+0.1%)   |
| 28-06-2020                                                                         | 28-06-2020 |  | 212,966(+0.1%) | 53,518(+0.1%)   |
| 29-06-2020                                                                         | 29-06-2020 |  | 213,404(+0.2%) | 53,568(+0.1%)   |
| 30-06-2020                                                                         | 30-06-2020 |  | 213,846(+0.2%) | 53,617(+0.1%)   |
| 01-07-2020                                                                         | 01-07-2020 |  | 214,243(+0.2%) | 53,660(+0.1%)   |
| 02-07-2020                                                                         | 02-07-2020 |  | 214,660(+0.2%) | 53,708(+0.1%)   |
| 03-07-2020                                                                         | 03-07-2020 |  | 214,898(+0.1%) | 53,736(+0.1%)   |
| 04-07-2020                                                                         | 04-07-2020 |  | 215,018(+0.1%) | 53,768(+0.1%)   |
| 05-07-2020                                                                         | 05-07-2020 |  | 215,172(+0.1%) | 53,793(0%)      |
| 06-07-2020                                                                         | 06-07-2020 |  | 215,606(+0.2%) | 53,854(+0.1%)   |
| 07-07-2020                                                                         | 07-07-2020 |  | 216,066(+0.2%) | 53,903(+0.1%)   |
| 08-07-2020                                                                         | 08-07-2020 |  | 216,503(+0.2%) | 53,935(+0.1%)   |
| 09-07-2020                                                                         | 09-07-2020 |  | 216,895(+0.2%) | 53,985(+0.1%)   |
| 10-07-2020                                                                         | 10-07-2020 |  | 217,205(+0.1%) | 54,028(+0.1%)   |
| 11-07-2020                                                                         | 11-07-2020 |  | 217,463(+0.1%) | 54,060(+0.1%)   |
| 12-07-2020                                                                         | 12-07-2020 |  | 217,689(+0.1%) | 54,088(+0.1%)   |
| 13-07-2020                                                                         | 13-07-2020 |  | 218,174(+0.2%) | 54,137(+0.1%)   |
| 14-07-2020                                                                         | 14-07-2020 |  | 218,577(+0.2%) | 54,178(+0.1%)   |
| 15-07-2020                                                                         | 15-07-2020 |  | 219,016(+0.2%) | 54,222(+0.1%)   |
| 16-07-2020                                                                         | 16-07-2020 |  | 219,434(+0.2%) | 54,258(+0.1%)   |
| 17-07-2020                                                                         | 17-07-2020 |  | 219,852(+0.2%) | 54,312(+0.1%)   |
| 18-07-2020                                                                         | 18-07-2020 |  | 220,070(+0.1%) | 54,341(+0.1%)   |
| 19-07-2020                                                                         | 19-07-2020 |  | 220,245(+0.1%) | 54,375(+0.1%)   |
| 20-07-2020                                                                         | 20-07-2020 |  | 220,650(+0.2%) | 54,409(+0.1%)   |
| 21-07-2020                                                                         | 21-07-2020 |  | 220,992(+0.2%) | 54,438(+0.1%)   |
| 22-07-2020                                                                         | 22-07-2020 |  | 221,322(+0.1%) | 54,476(+0.1%)   |
| 23-07-2020                                                                         | 23-07-2020 |  | 221,632(+0.1%) | 54,514(+0.1%)   |
| 24-07-2020                                                                         | 24-07-2020 |  | 221,933(+0.1%) | 54,554(+0.1%)   |
| 25-07-2020                                                                         | 25-07-2020 |  | 222,086(+0.1%) | 54,588(+0.1%)   |
| 26-07-2020                                                                         | 26-07-2020 |  | 222,227(+0.1%) | 54,614(0%)      |
| 27-07-2020                                                                         | 27-07-2020 |  | 222,542(+0.1%) | 54,658(+0.1%)   |
| 28-07-2020                                                                         | 28-07-2020 |  | 222,855(+0.1%) | 54,698(+0.1%)   |
| 29-07-2020                                                                         | 29-07-2020 |  | 223,144(+0.1%) | 54,728(+0.1%)   |
| 30-07-2020                                                                         | 30-07-2020 |  | 223,416(+0.1%) | 54,764(+0.1%)   |
| 31-07-2020                                                                         | 31-07-2020 |  | 223,680(+0.1%) | 54,797(+0.1%)   |
| 01-08-2020                                                                         | 01-08-2020 |  | 223,869(+0.1%) | 54,828(+0.1%)   |
| 02-08-2020                                                                         | 02-08-2020 |  | 224,006(+0.1%) | 54,862(+0.1%)   |
| 03-08-2020                                                                         | 03-08-2020 |  | 224,354(+0.2%) | 54,903(+0.1%)   |
| 04-08-2020                                                                         | 04-08-2020 |  | 224,541(+0.1%) | 54,942(+0.1%)   |
| 05-08-2020                                                                         | 05-08-2020 |  | 224,845(+0.1%) | 54,980(+0.1%)   |
| 06-08-2020                                                                         | 06-08-2020 |  | 225,140(+0.1%) | 55,016(+0.1%)   |
| 07-08-2020                                                                         | 07-08-2020 |  | 225,400(+0.1%) | 55,042(0%)      |
| 08-08-2020                                                                         | 08-08-2020 |  | 225,562(+0.1%) | 55,059(0%)      |
| 09-08-2020                                                                         | 09-08-2020 |  | 225,695(+0.1%) | 55,086(0%)      |
| 10-08-2020                                                                         | 10-08-2020 |  | 226,006(+0.1%) | 55,120(+0.1%)   |
| 11-08-2020                                                                         | 11-08-2020 |  | 226,271(+0.1%) | 55,146(0%)      |
| 12-08-2020                                                                         | 12-08-2020 |  | 226,591(+0.1%) | 55,182(+0.1%)   |
| 13-08-2020                                                                         | 13-08-2020 |  | 226,868(+0.1%) | 55,222(+0.1%)   |
| 14-08-2020                                                                         | 14-08-2020 |  | 227,146(+0.1%) | 55,263(+0.1%)   |
| 15-08-2020                                                                         | 15-08-2020 |  | 227,297(+0.1%) | 55,286(0%)      |
| 16-08-2020                                                                         | 16-08-2020 |  | 227,437(+0.1%) | 55,310(0%)      |
| 17-08-2020                                                                         | 17-08-2020 |  | 227,769(+0.1%) | 55,343(+0.1%)   |
| 18-08-2020                                                                         | 18-08-2020 |  | 228,053(+0.1%) | 55,386(+0.1%)   |
| 19-08-2020                                                                         | 19-08-2020 |  | 228,311(+0.1%) | 55,418(+0.1%)   |
| 20-08-2020                                                                         | 20-08-2020 |  | 228,538(+0.1%) | 55,453(+0.1%)   |
| 21-08-2020                                                                         | 21-08-2020 |  | 228,791(+0.1%) | 55,485(+0.1%)   |
| 22-08-2020                                                                         | 22-08-2020 |  | 228,929(+0.1%) | 55,511(0%)      |
| 23-08-2020                                                                         | 23-08-2020 |  | 229,080(+0.1%) | 55,532(0%)      |
| 24-08-2020                                                                         | 24-08-2020 |  | 229,379(+0.1%) | 55,565(+0.1%)   |
| 25-08-2020                                                                         | 25-08-2020 |  | 229,662(+0.1%) | 55,605(+0.1%)   |
| 26-08-2020                                                                         | 26-08-2020 |  | 229,975(+0.1%) | 55,631(0%)      |
| 27-08-2020                                                                         | 27-08-2020 |  | 230,250(+0.1%) | 55,663(+0.1%)   |
| 28-08-2020                                                                         | 28-08-2020 |  | 230,534(+0.1%) | 55,686(0%)      |
| 29-08-2020                                                                         | 29-08-2020 |  | 230,662(+0.1%) | 55,708(0%)      |
| 30-08-2020                                                                         | 30-08-2020 |  | 230,846(+0.1%) | 55,727(0%)      |
| 31-08-2020                                                                         | 31-08-2020 |  | 231,159(+0.1%) | 55,769(+0.1%)   |
| 01-09-2020                                                                         | 01-09-2020 |  | 231,455(+0.1%) | 55,791(0%)      |
| 02-09-2020                                                                         | 02-09-2020 |  | 231,730(+0.1%) | 55,814(0%)      |
| 03-09-2020                                                                         | 03-09-2020 |  | 232,004(+0.1%) | 55,836(0%)      |
| 04-09-2020                                                                         | 04-09-2020 |  | 232,235(+0.1%) | 55,868(+0.1%)   |
| 05-09-2020                                                                         | 05-09-2020 |  | 232,393(+0.1%) | 55,889(0%)      |
| 06-09-2020                                                                         | 06-09-2020 |  | 232,601(+0.1%) | 55,914(0%)      |
| 07-09-2020                                                                         | 07-09-2020 |  | 232,819(+0.1%) | 55,939(0%)      |
| 08-09-2020                                                                         | 08-09-2020 |  | 233,213(+0.2%) | 55,964(0%)      |
| 09-09-2020                                                                         | 09-09-2020 |  | 233,566(+0.2%) | 55,992(+0.1%)   |
| 10-09-2020                                                                         | 10-09-2020 |  | 233,888(+0.1%) | 56,018(0%)      |
| 11-09-2020                                                                         | 11-09-2020 |  | 234,202(+0.1%) | 56,052(+0.1%)   |
| 12-09-2020                                                                         | 12-09-2020 |  | 234,404(+0.1%) | 56,066(0%)      |
| 13-09-2020                                                                         | 13-09-2020 |  | 234,662(+0.1%) | 56,082(0%)      |
| 14-09-2020                                                                         | 14-09-2020 |  | 235,096(+0.2%) | 56,111(+0.1%)   |
| 15-09-2020                                                                         | 15-09-2020 |  | 235,437(+0.1%) | 56,143(+0.1%)   |
| 16-09-2020                                                                         | 16-09-2020 |  | 235,807(+0.2%) | 56,191(+0.1%)   |
| 17-09-2020                                                                         | 17-09-2020 |  | 236,163(+0.2%) | 56,218(0%)      |
| 18-09-2020                                                                         | 18-09-2020 |  | 236,452(+0.1%) | 56,257(+0.1%)   |
| 19-09-2020                                                                         | 19-09-2020 |  | 236,613(+0.1%) | 56,279(0%)      |
| 20-09-2020                                                                         | 20-09-2020 |  | 236,771(+0.1%) | 56,303(0%)      |
| 21-09-2020                                                                         | 21-09-2020 |  | 237,285(+0.2%) | 56,327(0%)      |
| 22-09-2020                                                                         | 22-09-2020 |  | 237,692(+0.2%) | 56,359(+0.1%)   |
| 23-09-2020                                                                         | 23-09-2020 |  | 238,227(+0.2%) | 56,402(+0.1%)   |
| 24-09-2020                                                                         | 24-09-2020 |  | 238,695(+0.2%) | 56,435(+0.1%)   |
| 25-09-2020                                                                         | 25-09-2020 |  | 239,151(+0.2%) | 56,484(+0.1%)   |
| 26-09-2020                                                                         | 26-09-2020 |  | 239,431(+0.1%) | 56,516(+0.1%)   |
| 27-09-2020                                                                         | 27-09-2020 |  | 239,813(+0.2%) | 56,548(+0.1%)   |
| 28-09-2020                                                                         | 28-09-2020 |  | 240,249(+0.2%) | 56,585(+0.1%)   |
| 29-09-2020                                                                         | 29-09-2020 |  | 240,937(+0.3%) | 56,633(+0.1%)   |
| 30-09-2020                                                                         | 30-09-2020 |  | 241,524(+0.2%) | 56,687(+0.1%)   |
| 01-10-2020                                                                         | 01-10-2020 |  | 242,142(+0.3%) | 56,724(+0.1%)   |
| 02-10-2020                                                                         | 02-10-2020 |  | 242,739(+0.2%) | 56,771(+0.1%)   |
| 03-10-2020                                                                         | 03-10-2020 |  | 243,018(+0.1%) | 56,797(0%)      |
| 04-10-2020                                                                         | 04-10-2020 |  | 243,356(+0.1%) | 56,842(+0.1%)   |
| 05-10-2020                                                                         | 05-10-2020 |  | 244,208(+0.4%) | 56,896(+0.1%)   |
| 06-10-2020                                                                         | 06-10-2020 |  | 244,773(+0.2%) | 56,947(+0.1%)   |
| 07-10-2020                                                                         | 07-10-2020 |  | 245,314(+0.2%) | 56,992(+0.1%)   |
| 08-10-2020                                                                         | 08-10-2020 |  | 245,837(+0.2%) | 57,035(+0.1%)   |
| 09-10-2020                                                                         | 09-10-2020 |  | 246,364(+0.2%) | 57,095(+0.1%)   |
| 10-10-2020                                                                         | 10-10-2020 |  | 246,675(+0.1%) | 57,134(+0.1%)   |
| 11-10-2020                                                                         | 11-10-2020 |  | 246,954(+0.1%) | 57,179(+0.1%)   |
| 12-10-2020                                                                         | 12-10-2020 |  | 247,469(+0.2%) | 57,229(+0.1%)   |
| 13-10-2020                                                                         | 13-10-2020 |  | 248,055(+0.2%) | 57,284(+0.1%)   |
| 14-10-2020                                                                         | 14-10-2020 |  | 248,633(+0.2%) | 57,343(+0.1%)   |
| 15-10-2020                                                                         | 15-10-2020 |  | 249,232(+0.2%) | 57,416(+0.1%)   |
| 16-10-2020                                                                         | 16-10-2020 |  | 249,732(+0.2%) | 57,466(+0.1%)   |
| 17-10-2020                                                                         | 17-10-2020 |  | 250,098(+0.1%) | 57,504(+0.1%)   |
| 18-10-2020                                                                         | 18-10-2020 |  | 250,514(+0.2%) | 57,548(+0.1%)   |
| 19-10-2020                                                                         | 19-10-2020 |  | 251,142(+0.3%) | 57,610(+0.1%)   |
| 20-10-2020                                                                         | 20-10-2020 |  | 251,746(+0.2%) | 57,685(+0.1%)   |
| 21-10-2020                                                                         | 21-10-2020 |  | 252,400(+0.3%) | 57,734(+0.1%)   |
| 22-10-2020                                                                         | 22-10-2020 |  | 253,154(+0.3%) | 57,781(+0.1%)   |
| 23-10-2020                                                                         | 23-10-2020 |  | 253,754(+0.2%) | 57,841(+0.1%)   |
| 24-10-2020                                                                         | 24-10-2020 |  | 254,139(+0.2%) | 57,893(+0.1%)   |
| 25-10-2020                                                                         | 25-10-2020 |  | 254,503(+0.1%) | 57,937(+0.1%)   |
| 26-10-2020                                                                         | 26-10-2020 |  | 255,192(+0.3%) | 57,995(+0.1%)   |
| 27-10-2020                                                                         | 27-10-2020 |  | 255,928(+0.3%) | 58,042(+0.1%)   |
| 28-10-2020                                                                         | 28-10-2020 |  | 256,704(+0.3%) | 58,086(+0.1%)   |
| 29-10-2020                                                                         | 29-10-2020 |  | 257,319(+0.2%) | 58,134(+0.1%)   |
| 30-10-2020                                                                         | 30-10-2020 |  | 257,966(+0.3%) | 58,188(+0.1%)   |
| 31-10-2020                                                                         | 31-10-2020 |  | 258,371(+0.2%) | 58,236(+0.1%)   |
| 01-11-2020                                                                         | 01-11-2020 |  | 258,871(+0.2%) | 58,281(+0.1%)   |
| 02-11-2020                                                                         | 02-11-2020 |  | 259,825(+0.4%) | 58,340(+0.1%)   |
| 03-11-2020                                                                         | 03-11-2020 |  | 260,717(+0.3%) | 58,415(+0.1%)   |
| 04-11-2020                                                                         | 04-11-2020 |  | 261,814(+0.4%) | 58,471(+0.1%)   |
| 05-11-2020                                                                         | 05-11-2020 |  | 262,942(+0.4%) | 58,548(+0.1%)   |
| 06-11-2020                                                                         | 06-11-2020 |  | 263,965(+0.4%) | 58,599(+0.1%)   |
| 07-11-2020                                                                         | 07-11-2020 |  | 264,796(+0.3%) | 58,657(+0.1%)   |
| 08-11-2020                                                                         | 08-11-2020 |  | 265,581(+0.3%) | 58,712(+0.1%)   |
| 09-11-2020                                                                         | 09-11-2020 |  | 267,115(+0.6%) | 58,792(+0.1%)   |
| 10-11-2020                                                                         | 10-11-2020 |  | 268,679(+0.6%) | 58,864(+0.1%)   |
| 11-11-2020                                                                         | 11-11-2020 |  | 270,170(+0.6%) | 58,949(+0.1%)   |
| 12-11-2020                                                                         | 12-11-2020 |  | 271,645(+0.5%) | 59,019(+0.1%)   |
| 13-11-2020                                                                         | 13-11-2020 |  | 273,123(+0.5%) | 59,098(+0.1%)   |
| 14-11-2020                                                                         | 14-11-2020 |  | 274,131(+0.4%) | 59,187(+0.2%)   |
| 15-11-2020                                                                         | 15-11-2020 |  | 275,011(+0.3%) | 59,275(+0.1%)   |
| 16-11-2020                                                                         | 16-11-2020 |  | 276,810(+0.7%) | 59,388(+0.2%)   |
| 17-11-2020                                                                         | 17-11-2020 |  | 278,503(+0.6%) | 59,478(+0.2%)   |
| 18-11-2020                                                                         | 18-11-2020 |  | 280,192(+0.6%) | 59,581(+0.2%)   |
| 19-11-2020                                                                         | 19-11-2020 |  | 282,001(+0.6%) | 59,692(+0.2%)   |
| 20-11-2020                                                                         | 20-11-2020 |  | 283,745(+0.6%) | 59,816(+0.2%)   |
| 21-11-2020                                                                         | 21-11-2020 |  | 284,995(+0.4%) | 59,920(+0.2%)   |
| 22-11-2020                                                                         | 22-11-2020 |  | 286,122(+0.4%) | 60,027(+0.2%)   |
| 23-11-2020                                                                         | 23-11-2020 |  | 288,359(+0.8%) | 60,162(+0.2%)   |
| 24-11-2020                                                                         | 24-11-2020 |  | 290,343(+0.7%) | 60,276(+0.2%)   |
| 25-11-2020                                                                         | 25-11-2020 |  | 292,595(+0.8%) | 60,389(+0.2%)   |
| 26-11-2020                                                                         | 26-11-2020 |  | 293,337(+0.3%) | 60,528(+0.2%)   |
| 27-11-2020                                                                         | 27-11-2020 |  | 295,514(+0.7%) | 60,665(+0.2%)   |
| 28-11-2020                                                                         | 28-11-2020 |  | 297,226(+0.6%) | 60,780(+0.2%)   |
| 29-11-2020                                                                         | 29-11-2020 |  | 298,851(+0.5%) | 60,920(+0.2%)   |
| 30-11-2020                                                                         | 30-11-2020 |  | 301,457(+0.9%) | 61,074(+0.3%)   |
| 01-12-2020                                                                         | 01-12-2020 |  | 304,236(+0.9%) | 61,237(+0.3%)   |
| 02-12-2020                                                                         | 02-12-2020 |  | 306,630(+0.8%) | 61,371(+0.2%)   |
| 03-12-2020                                                                         | 03-12-2020 |  | 308,380(+0.6%) | 61,480(+0.2%)   |
| 04-12-2020                                                                         | 04-12-2020 |  | 313,839(+0.9%) | 61,978(+0.3%)   |
| 05-12-2020                                                                         | 05-12-2020 |  | 315,704(+0.6%) | 62,130(+0.2%)   |
| 06-12-2020                                                                         | 06-12-2020 |  | 317,429(+0.5%) | 62,300(+0.3%)   |
| 07-12-2020                                                                         | 07-12-2020 |  | 320,696(+1%)   | 62,518(+0.3%)   |
| 08-12-2020                                                                         | 08-12-2020 |  | 323,721(+0.9%) | 62,732(+0.3%)   |
| 09-12-2020                                                                         | 09-12-2020 |  | 326,786(+0.9%) | 62,987(+0.4%)   |
| 10-12-2020                                                                         | 10-12-2020 |  | 329,868(+0.9%) | 63,215(+0.4%)   |
| 11-12-2020                                                                         | 11-12-2020 |  | 332,784(+0.9%) | 63,443(+0.4%)   |
| 12-12-2020                                                                         | 12-12-2020 |  | 334,935(+0.6%) | 63,654(+0.3%)   |
| 13-12-2020                                                                         | 13-12-2020 |  | 337,058(+0.6%) | 63,864(+0.3%)   |
| 14-12-2020                                                                         | 14-12-2020 |  | 340,523(+1%)   | 64,096(+0.4%)   |
| 15-12-2020                                                                         | 15-12-2020 |  | 344,089(+1%)   | 64,306(+0.3%)   |
| 16-12-2020                                                                         | 16-12-2020 |  | 346,811(+0.8%) | 64,498(+0.3%)   |
| 17-12-2020                                                                         | 17-12-2020 |  | 348,672(+0.5%) | 64,704(+0.3%)   |
| 18-12-2020                                                                         | 18-12-2020 |  | 351,962(+0.9%) | 64,947(+0.4%)   |
| 19-12-2020                                                                         | 19-12-2020 |  | 354,436(+0.7%) | 65,168(+0.3%)   |
| 20-12-2020                                                                         | 20-12-2020 |  | 356,686(+0.6%) | 65,388(+0.3%)   |
| 21-12-2020                                                                         | 21-12-2020 |  | 360,785(+1.1%) | 65,688(+0.5%)   |
| 22-12-2020                                                                         | 22-12-2020 |  | 364,597(+1.1%) | 65,927(+0.4%)   |
| 23-12-2020                                                                         | 23-12-2020 |  | 368,023(+0.9%) | 66,189(+0.4%)   |
| 24-12-2020                                                                         | 24-12-2020 |  | 370,802(+0.8%) | 66,430(+0.4%)   |
| 25-12-2020                                                                         | 25-12-2020 |  | 371,752(+0.3%) | 66,665(+0.4%)   |
| 26-12-2020                                                                         | 26-12-2020 |  | 374,817(+0.8%) | 66,919(+0.4%)   |
| 27-12-2020                                                                         | 27-12-2020 |  | 376,983(+0.6%) | 67,127(+0.3%)   |
| Fonti: - COVID-19: Data - NYC Health - Ultimo aggiornamento: 27.12.2020, 18:00 GMT |            |  |                |                 |

## Grafici
Adattati dal sito dell'amministrazione della città di New York. Da notare che i casi sono riferiti alla data della diagnosi e le morti alla data della morte.

### Casi nel tempo
CasiData0300.000600.000900.0001.200.0001.500.0001.800.0002.100.00029/2/202027/10/202025/6/202121/2/2022Casi confermatiCasi al giornoMortiMorti al giorno